# Jonquière
Pour les articles homonymes, voir Jonquière (homonymie).
Jonquière est un des trois arrondissements urbains de la ville de Saguenay, au Québec (Canada). En 2020, l'arrondissement a une population de 60 579 habitants. Produit des réorganisations municipales québécoises de 2002, l'arrondissement englobe le territoire de l'ancienne ville de Jonquière et des municipalités de Shipshaw et de Lac-Kénogami. Parallèlement, le nom fait aussi référence à un secteur de l'arrondissement dont le territoire est coextensif avec celui de l'ancienne ville.
Les industries du bois, du papier et de l’aluminium constituent l’essentiel de l’activité industrielle de l'endroit.

## Histoire
Le site de la ville est occupé dès 1847 par Marguerite Belley et ses enfants. En 1850, le canton de Jonquière, nommé en l'honneur de Jacques-Pierre de Taffanel de la Jonquière, gouverneur de la Nouvelle-France de 1749 à 1752, est proclamé. Jean Allard en sera le premier maire.
Saint-Dominique-de-Jonquière héberge son premier curé et ouvre ses registres en 1866. L'érection canonique suit en 1870, et la construction de l'église est terminée en 1876.

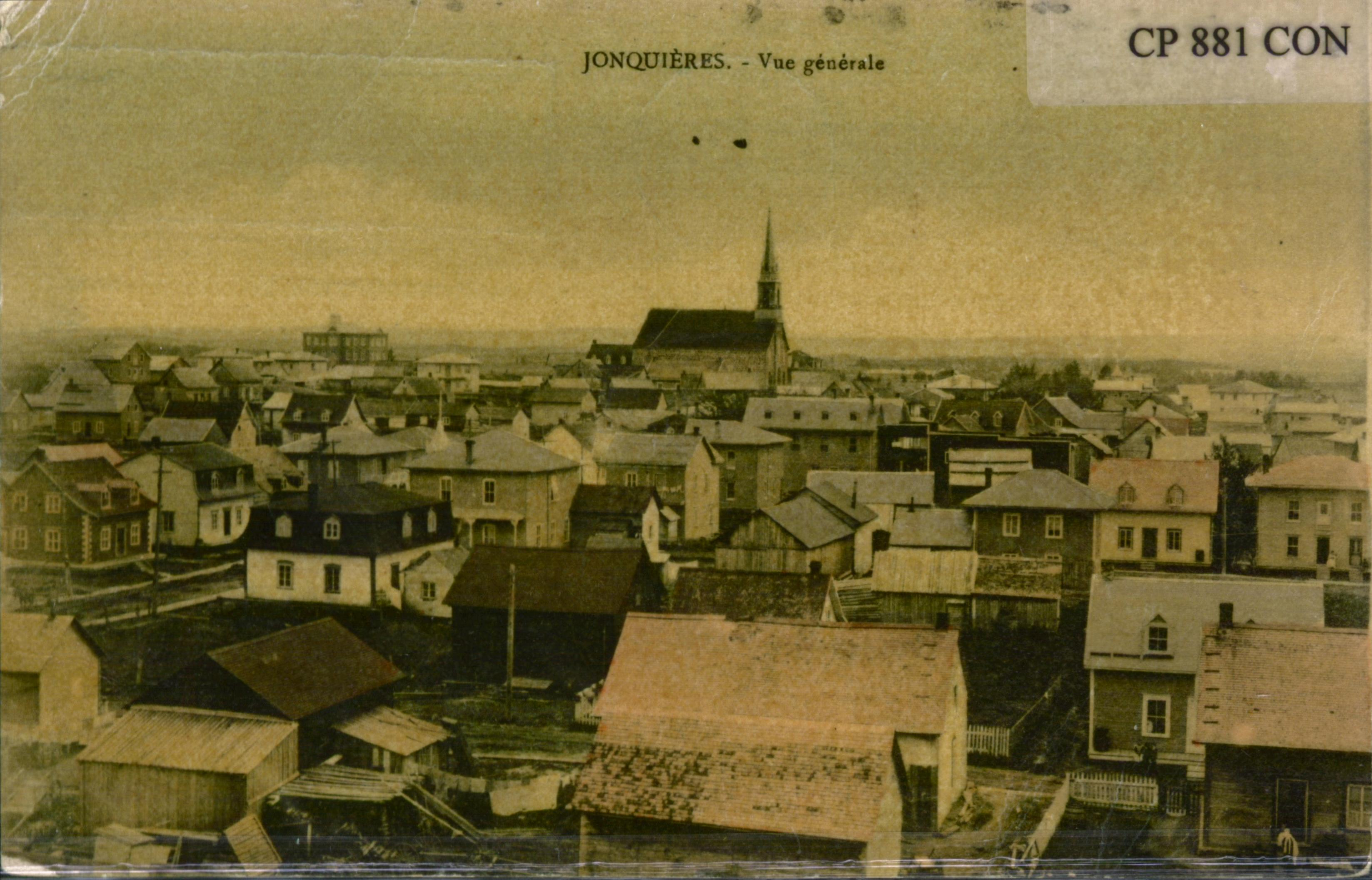
Vue générale de Jonquière
Première église de Saint-Dominique

La municipalité de paroisse Saint-Dominique-de-Jonquière est constituée en 1883, et la municipalité de village du même nom en 1904. C'est ce village qui, en 1912, devient la Ville de Jonquière et en 1956, Cité de Jonquière.
Jonquière se développe rapidement, grâce notamment à la création d’usines de pâte à papier au début du XXe siècle. Dans le milieu des années 1920, l'entreprise Alcan implante ses premières usines dans la région, à Arvida (alors distincte de Jonquière). En 1975, la ville est fusionnée à Arvida et à Kénogami et le tout porte le nom de Jonquière (les trois entités préexistantes deviennent des secteurs).
Durant l'hiver de 1976, Jonquière est l'hôte des Jeux du Québec.
En 2002, la ville fusionne avec Chicoutimi, La Baie, Laterrière, Shipshaw, Lac-Kénogami ainsi qu'une partie de Canton-Tremblay pour former Ville de Saguenay. Elle en devient alors un arrondissement.

## Géographie
Jonquière est l'arrondissement de Saguenay le plus à l'ouest de la ville. Contrairement à Chicoutimi, qui a de fortes dénivellations, Jonquière a un relief assez plat, sauf entre Jonquière et Shipshaw. La seule hauteur importante est le mont Jacob (naguère appelé par les Jonquiérois le cran Jacob).
Au sud de Jonquière se retrouvent de vastes terres cultivées.
Le centre-ville de Jonquière est longé par la Rivière-aux-Sables, dont le débordement a causé beaucoup de dommages aux infrastructures de la ville lors du tristement célèbre déluge de l'été 1996. Au nord de la ville, dans le secteur Kénogami, près de l'usine de papier de Produits forestiers Résolu, se trouve le Parc commémoratif Sir William Price, point d'attraction touristique majeur.

### Quartiers
| Jonquière - Saint-Georges - Saint-Raphaël - Saint-Dominique - Des Oiseaux - La Petite France - Des Vétérans - Centre-ville - Fatima - Saint-Laurent - Sainte-Marie - Des Joyaux | Arvida - Saint-Jean-Eudes - Sainte-Thérèse - Flamand - Saint-Mathias - Saint-Philippe - Saint-Jacques - Langelier - Dubose - Des Orchidées - Des Joyaux - Plateau Deschênes - Des Fleurs | Kénogami - Sainte-Famille - Sainte-Cécile - Des Anglais - Des Peintres |

## Démographie
| 2001   | 2006   |
| ------ | ------ |
| 54 842 | 53 499 |

## Politique

### Municipal
L'arrondissement de Jonquière, qui intègre les secteurs de Shipshaw et de Lac Kénogami, compte six districts.

### Provincial
L'arrondissement se situe dans la circonscription provinciale du même nom. Son député actuel est Yannick Gagnon de la Coalition avenir Québec.

### Fédéral
L'arrondissement se situe dans la circonscription fédérale de Jonquière. Son député actuel est Mario Simard du Bloc québécois.

### Administration municipale

#### Maire de Saguenay
- Julie Dufour

#### Président  de l'arrondissement
- Carl Dufour[4]

#### Élus de l'arrondissement Jonquière
- Jimmy Bouchard, district 1
- Claude Bouchard, district 2
- Michel Thiffault, district 3
- Kevin Armstrong, district 4
- Carl Dufour, district 5
- Jean-Marc Crevier, district 6

## Éducation

### Commission scolaire de la Jonquière
- La Commission scolaire de la Jonquière possède plusieurs bâtiments scolaire sur le territoire de l'arrondissement de Jonquière.

#### Écoles primaires
- Collège de Saint-Ambroise/Bon-Pasteur
- École Notre-Dame-du-Rosaire/Saint-Luc (Maintenant devenue École Le Tandem)
- École Marguerite-Belley
- École Saint-Jean-Baptiste
- École Immaculée-Conception (Maintenant devenue École de la Mosaïque- 2011)
- École Sacré-Cœur
- École Notre-Dame-du-Sourire
- École Notre-Dame-de-l'Assomption
- École Bois-Joli
- École Du Versant
- École Saint-Charles
- École Saint-Jean
- École Sainte-Cécile
- École Sainte-Bernadette
- École Sainte-Lucie
- École Sainte-Marie-Médiatrice
- École Tréflé-Gauthier
- Central Quebec School Board
- Riverside Elementary School

#### Écoles secondaires
La Commission scolaire de la Jonquière possède aussi 3 écoles secondaires dont 2 polyvalentes :
- école secondaire Kénogami ;
- école polyvalente Jonquière ;
- école polyvalente Arvida.

Elle possède aussi 3 centres de formation professionnelle dont :
- le centre de formation professionnelle Jonquière (situé sur le boulevard du Royaume, voisin de l'école polyvalente Jonquière) ;
- le centre de formation professionnelle Arvida (situé dans l'édifice Mellon, voisin de l'école polyvalente Arvida) ;
- le centre de formation professionnelle (situé dans l'édifice Saint-Germain) ;
- la commission scolaire de la Jonquière possède aussi un centre de formation aux adultes ;
- le centre de formation générale des adultes (C.F.G.A.) de la Jonquière (situé sur le boulevard Harvey).

### Études collégiales
- Cégep de Jonquière

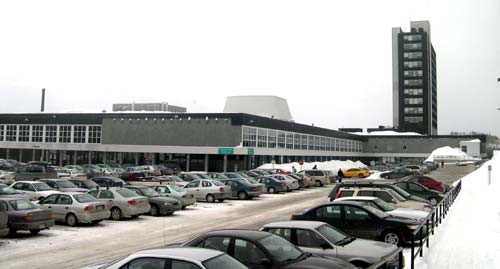
Le Cégep de Jonquière.

Sur son territoire, Jonquière possède également son propre cégep. Ce cégep est reconnu partout dans la province puisqu'il est le seul à offrir le programme technique Arts et Technologies des Médias (ATM).

## Églises
Jonquière compte présentement 6 églises.
- Église Le Parvis ;
- Église Notre-Dame-de-la-Paix (1962-1963) ;
- Église Saint-Dominique (1912-1914) ;
- Église Saint-Jean-Eudes (1953) ;
- Église Saint-Raphaël (1960) ;
- Église Sainte-Famille (1929-1931) ;

## Culture

### Gastronomie
La fromagerie Blackburn à Jonquière fabrique un fromage éponyme, de pâte ferme pressée de lait cru de vache, au goût d'épices et de noisette.
Le Domaine du Cageot fabrique des confitures, des vinaigrettes et du vin. La production des fruits est effectuée sur des terres du chemin Saint-André.

### Art social

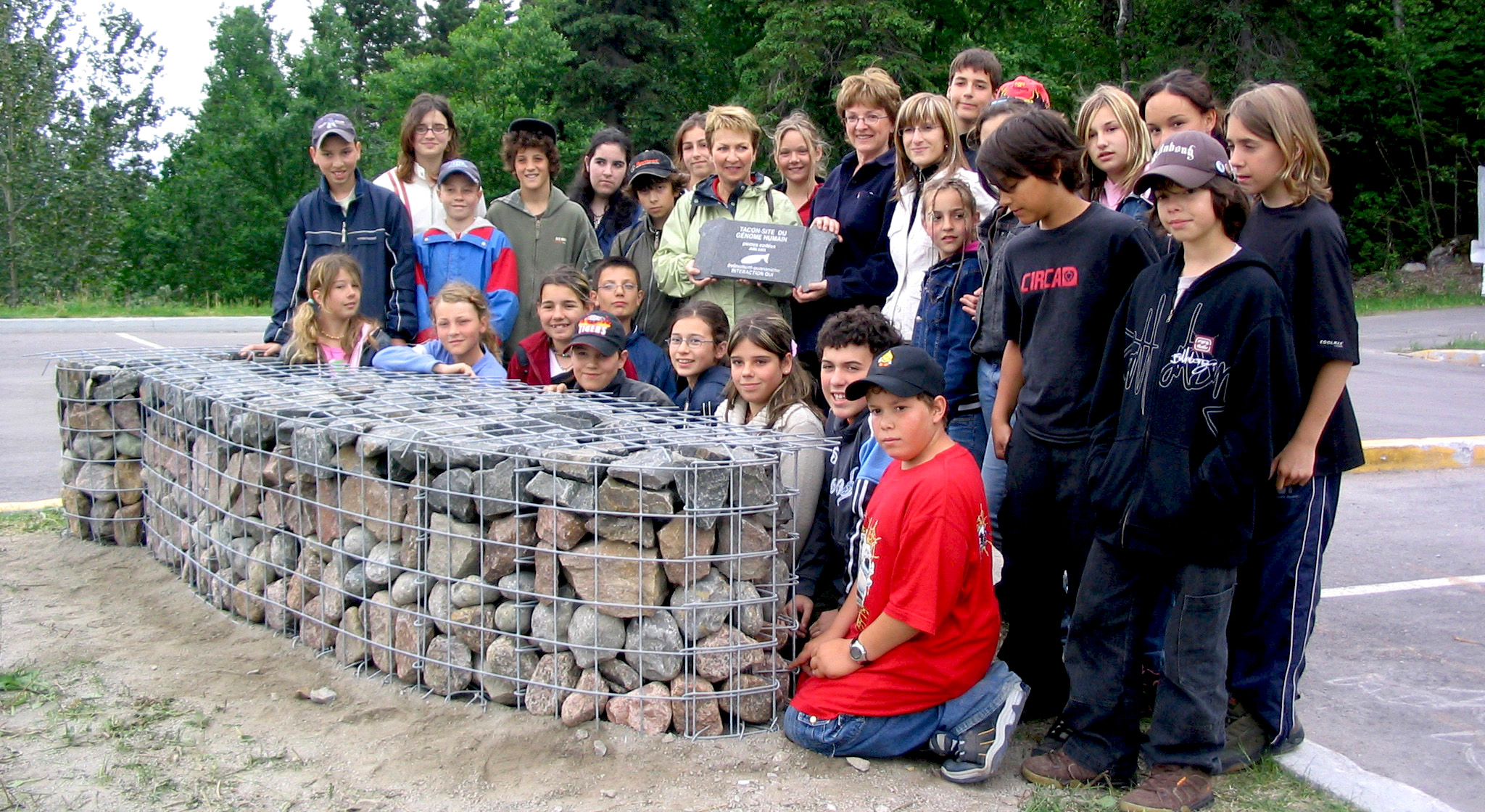
Tacon-Site du Génome Humain

Le jonquiérois Gérard Bouchard historien, sociologue, écrivain et professeur émérite de l’Université du Québec à Chicoutimi est associé aux recherches de l’Institut interuniversitaire de recherche sur les populations (IREP) concernant la génétique des populations. Ses travaux ont contribué à certaines découvertes touchant le triple effet fondateur. et les maladies génétiques. Ce fait historique et ces conséquences sur la population du Saguenay–Lac-Saint-Jean sont le prétexte à la réalisation du Tacon-Site du Génome Humain au Centre culturel du mont Jacob en 2005. Dans le cadre de la Grande Marche des Tacons-Sites, le duo d’artistes Interaction Qui a réalisé une action performative sur la thématique du patrimoine génétique et a inscrit la communauté de Jonquière comme dépositaire du marqueur identitaire régional fondé sur la recherche sur notre patrimoine génétique résultat du triple effet fondateur.

### Musique
« Jonquière » est le titre d'une des chansons de Plume Latraverse. Depuis 2016, une fresque à l'effigie du chanteur et de sa chanson est présentée sur le mur extérieur du Cinéma Apéro à Jonquière.
Le groupe de Thrash metal Voivod est originaire de Jonquière.

## Attraits touristiques

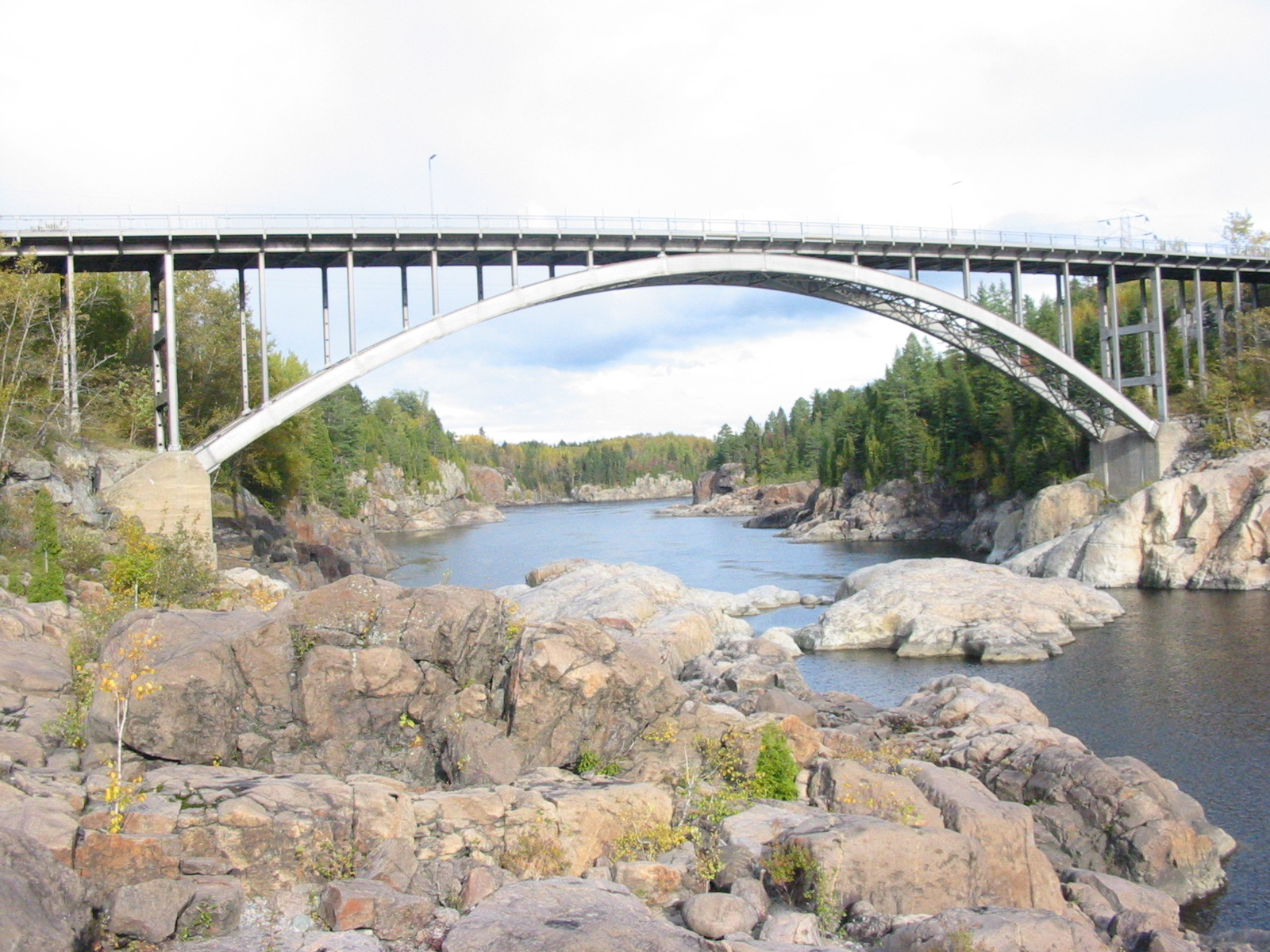
Le pont d'aluminium au-dessus de la rivière Saguenay.

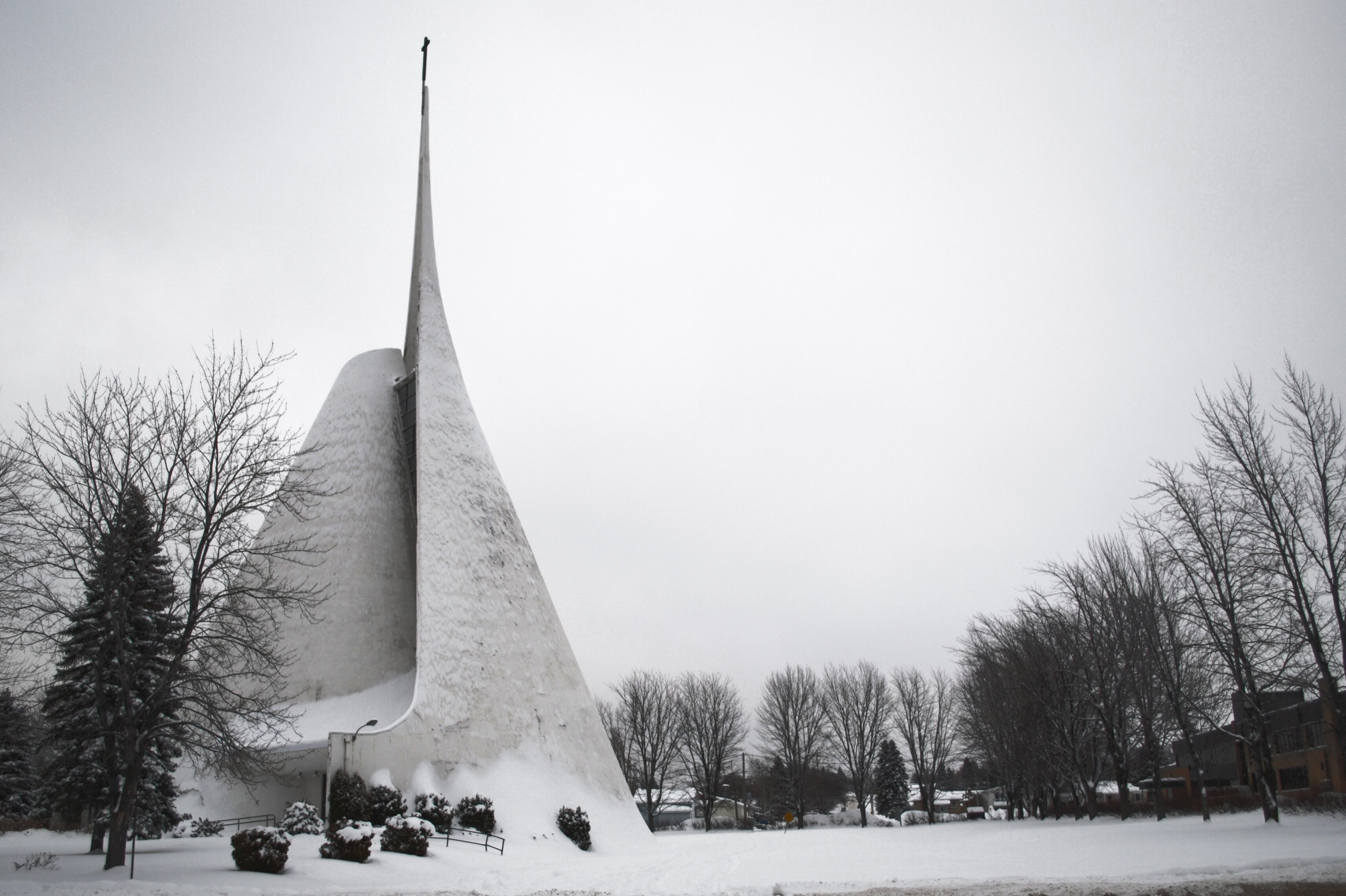
Église Notre-Dame-de-Fatima.

- Le centre d’histoire Sir-William-Price, situé en plein cœur du secteur Kénogami. On y retrouve des expositions sur l'histoire et les patrimoines de l'arrondissement Jonquière.
- Le centre de ski le Mont-Fortin (50 m de hauteur), situé dans le nord de la ville. Sa facilité d'accès (il est situé en pleine ville) en fait un endroit très populaire l'hiver. On y pratique le ski alpin, la planche à neige et on peut y faire des glissades en tubes.
- Le Centre culturel du mont Jacob, qui comprend le Centre national d'exposition et la salle Pierrette-Gaudreault
- L'église Sainte-Thérèse-de-l’Enfant-Jésus
- Le Théâtre Palace Arvida, construit en 1928. Depuis sa réouverture en 1999, il est devenu une salle de spectacle reconnue notamment grâce aux spectacles de la troupe Québec Issime. (De Céline Dion à la Bolduc, Party! et Expressio)
- Le parc et la promenade de la Rivière-aux-Sables
- Une grande piste cyclable qui fait le tour de la ville, et qui se rend même à Chicoutimi
- Le pont d'aluminium (premier pont entièrement construit en aluminium)
- L'église Saint-Dominique
- Le Camping Jonquière
- L'église Notre-Dame-de-Fatima (exemple du courant architectural québécois des églises blanches — démolie en 2017[10])
- La rue Saint-Dominique (anciennement connue pour ses nombreux bars et terrasses)
- Le centre de ski Le Norvégien
- L'église Sainte-Famille, Classée B (Exceptionnelle) par le Conseil du Patrimoine Religieux du Québec

## Festivals et évènements
L'arrondissement Jonquière est le lieu de plusieurs évènements et festivals qui attirent beaucoup de visiteurs chaque année.

### Saguenay en Neige
Saguenay en Neige est un festival qui a lieu de la fin de janvier à la mi-février sur le bord de la Rivière-aux-Sables, à la place Nikitoutagan. On y organise des concours de sculpture sur neige et de nombreuses activités pour toute la famille. La ville accueille environ 1 000 sculptures chaque année.

### La Course des canards
Chaque année, pour le fonds de dotation de l'Hôpital de Jonquière, une course de canards en plastique flottant sur la rivière est organisée. Pour intéresser les jeunes, plusieurs concours sont organisés dans la plupart des écoles de la Commission scolaire de la Jonquière.

### Jonquière en Musique
Jonquière en Musique est un festival estival. Jusqu'en 2008, les spectacles étaient présentés sur la rue St-Dominique. Pour l'occasion, une partie de la rue St-Dominique était fermée à la circulation automobile. Une ou deux scènes de spectacle étaient alors montées dans la rue. En 2009, le festival déménage sur la place Nikitoutagan, située en bordure de la rivière aux Sables. L'accès au site demeure gratuit pendant tout l'événement.

## Centres sportifs
L'arrondissement Jonquière compte trois arénas importants, dont le Palais des Sports, entièrement rénové en 2005. L'aréna a été rénové, en partie pour lui permettre d'accueillir des spectacles artistiques d'importance.
Pour sa part, le Foyer des Loisirs du secteur Arvida a subi une cure de rajeunissement au début des années 2000. Un stade de soccer sera construit d’ici 2024.
- Palais des Sports (secteur Jonquière) (entièrement rénové en 2005)
- Pavillon sportif (secteur Kénogami)
- Foyer des Loisirs (secteur Arvida)
- Stade Richard-Desmeules (secteur Jonquière)
- Corporation St-François (secteur Jonquière) (2007)
- Centre commémoratif Price aussi appelé Mémo ou Centre Price (secteur Kénogami) 1951

## Associations sportives
- Club de Gymnastique Jako (Possibilité d'études dans ce sport à la Polyvalente Arvida)
- Les Orioles de Jonquière (hockey)
- Les Marquis de Jonquière (hockey)
- Club Judokas Jonquière (judo)
- Les Élites de Jonquière (Midget AAA) (hockey)
- Les Marquis de Jonquière (Ligue Nord-Américaine de Hockey) Anciennement Le 98,3 (Senior AAA) (hockey)
- Club de basketball Le Bleu et Or de la polyvalente d'Arvida (benjamin AA, cadet AA, juvénile AAA)
- Les Gaillards de Jonquière (CÉGEP de Jonquière) (Basketball Collégial AA)
- Les Gaillards de Jonquière (CÉGEP de Jonquière) (Football Collégial AA)
- Les Gaillards de Jonquière (CÉGEP de Jonquière) (Volleyball Collégial AA)
- Les Voyageurs de Saguenay (Ligue de Baseball Élite du Québec)
- Le Club de Soccer de Jonquière (Pour les jeunes de 4-5 à 19-20 ans et les adultes)
- Le Club de Curling Kénogami (Possibilité d'études dans ce sport à la Polyvalente Arvida)
- Le Club de Vélo de Jonquière
- Club de natation Jonquière (CÉGEP de Jonquière)
- Les Mercenaires de Saguenay (Ligue de football majeur du Québec) (Football senior)

## Personnalités connues
Sont nés à Jonquière :

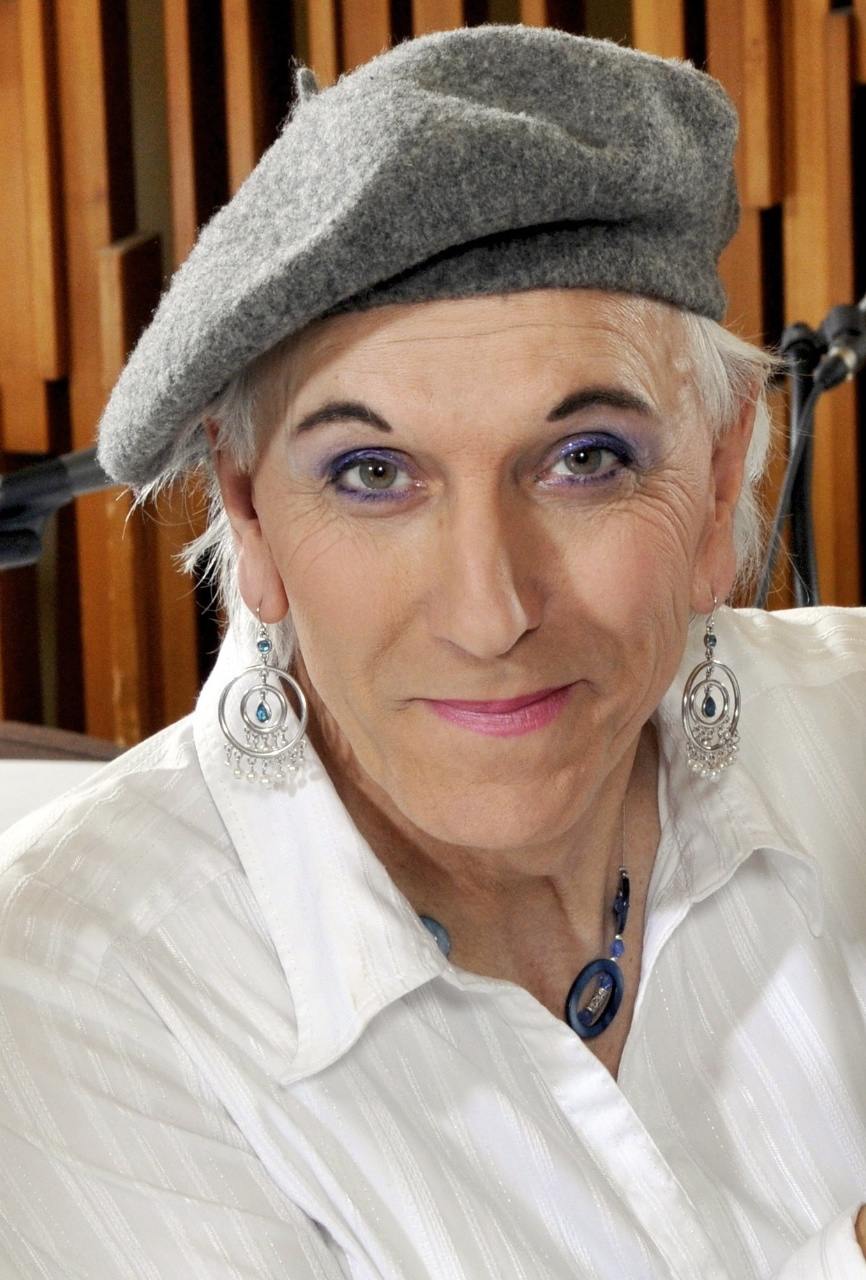

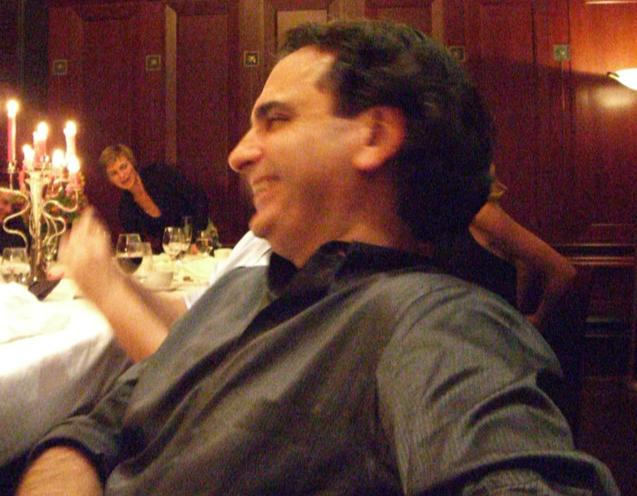
Daniel Langlois.

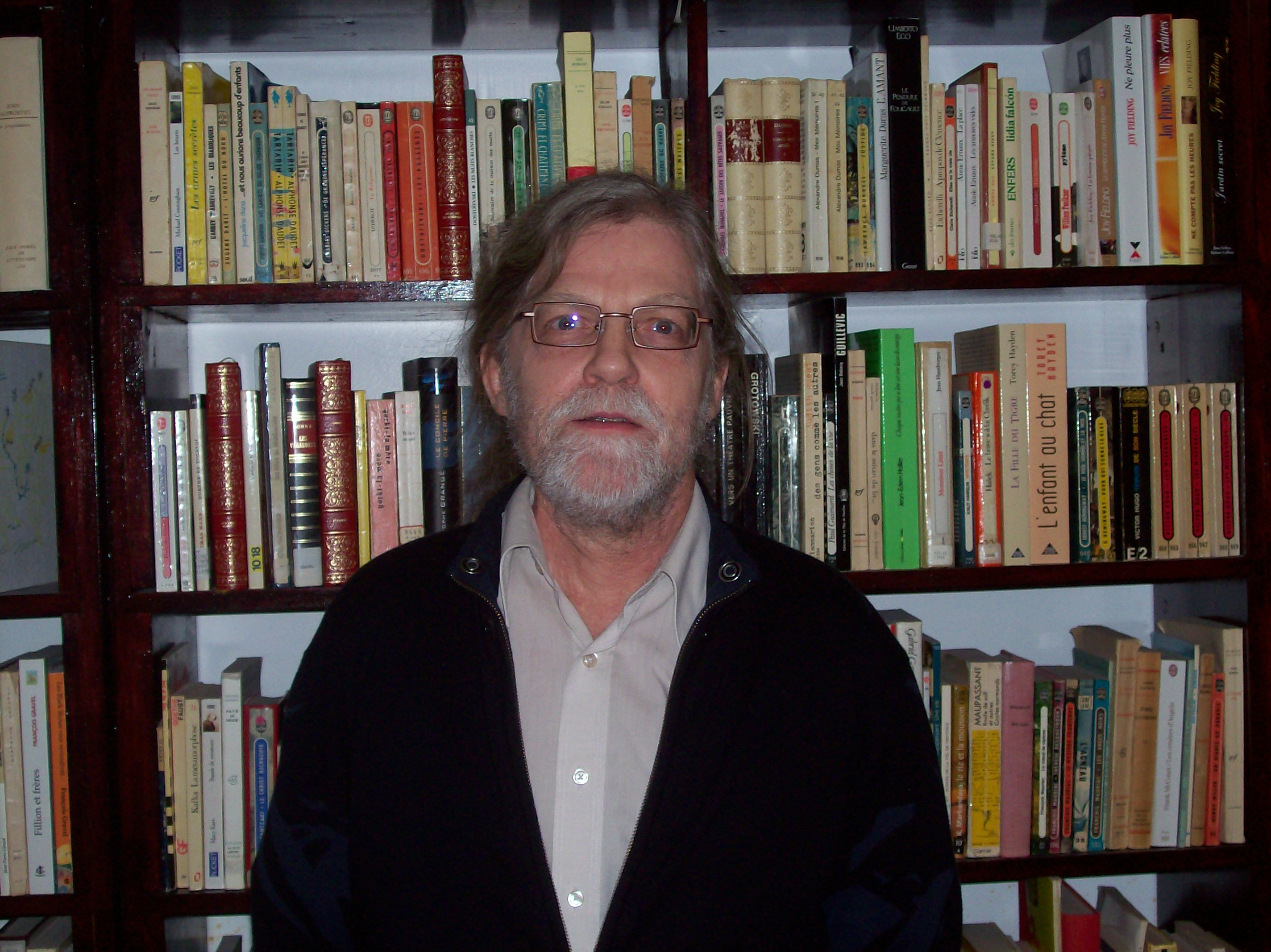
Jean-Marie Tremblay.

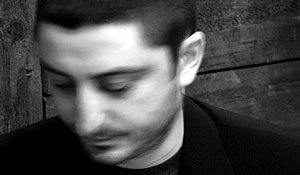
Tony Tremblay.

- Hélène Beck (1930 - ), artiste peintre, membre de l'Institut des Arts Figuratifs ;
- Hérvé Bouchard (1963 - ): écrivain et citoyen de Jonquière ;
- Marie-Josée Belley (1970 - ), auteure, artiste multidisciplinaire et ex-membre de Prenez garde aux chiens ;
- Jean-Pierre Bergeron, comédien ;
- Marie-Christine Bernard, auteure ;
- Elmyna Bouchard, (1965 - ), graveuse ;
- Gérard Bouchard (1943 - ), Historien, sociologue et romancier ;
- Robin Bouchard (1973 - ), joueur de hockey ;
- Josée Boudreault, humoriste et animatrice ;
- Carol Couture (1945 - ), conservateur de la Bibliothèque et des Archives nationales du Québec ;
- Denis D'Amour (1959 - 2005), guitariste du groupe Voivod ;
- Josée Deschênes (1961 - ), comédienne ;
- Pierre Doré (1973 - ), metteur en scène, musicien et chanteur, créateur des spectacles de QuébecIssime ;
- Frédéric Dubois (1977 -), metteur en scène ;
- Patrice Dubois (1972 - ), comédien, auteur et metteur en scène ;
- Michel Dumont (1941 - 2010), comédien ;
- Jean Gagné (1946 - ), scénariste et réalisateur de cinéma ;
- Serge Gagné (1946 - ), scénariste et réalisateur de cinéma ;
- Gary Gaignon (1954 - ), écrivain pionnier du Web de langue française ;
- Jean-Rock Gaudreault (1972 - ), écrivain ;
- Robert Gauthier (1964 - ), humoriste ;
- Rémy Girard (1950 - ), acteur ;
- Albert Larouche (1925 - 2017), réalisateur à Radio-Canada (poste CBJ) et historien ;
- Daniel Langlois (1957 - ), homme d'affaires ;
- Donald Lautrec (1940 - ), chanteur et acteur de cinéma ;
- Sylvie Lespérance (1954 - 2006), politique ;
- Stéphane Ouellet (1971 - ), boxeur ;
- Hélène Pedneault (1952 - 2008), écrivaine et militante féministe ;
- Robert Quenneville (1921 - 1989), député à l'Assemblée nationale du Québec ;
- Pierre Reid (1948 - 2021), professeur et politique ;
- Monique Richard (1947 - ), syndicaliste et politique ;
- Sam St. Laurent (1959 - ), ancien gardien de but des Red Wings de Détroit ;
- Ghyslain Tremblay (1951 - 2020), comédien;
- Jean-Marie Tremblay (1948 - ), sociologue et animateur du Web ;
- Tony Tremblay (1968 - ), écrivain et communicateur ;
- Dany Turcotte (1965 - ), humoriste ;
- Annie Villeneuve (1983 - ), chanteuse ;
- Suzie Villeneuve (1983 - ), chanteuse ;
- Jean-Pierre Blackburn (1948 - ), ancien ministre et ambassadeur du Canada.
- Philippe Laprise (1976 - ), humoriste
- Claude Lafrance (1948 - ), musicien  Les Karrik ;

Stan Stasiak (George Stipich) (1937-1997), lutteur professionnel